# Рупрехт I (курфюрст Пфальцу)
Рупрехт I Червоний (нім. Ruprecht der Rote; 9 червня 1309 — 16 лютого 1390) — пфальцграф Рейнський з 1353 року. 

## Життєпис
Син герцога Верхньої Баварії Рудольфа I з династії Віттельсбахов і Мехтільд фон Нассау, дочки німецького короля Адольфа.
Коли батько помер, Рупрехту було всього 10 років, і він разом з братами Адольфом (пом.1327) і Рудольфом II перебував під опікою графа Йоганна Нассауського.
Скориставшись малоліттям племінників, їх володіння захопив дядько — імператор Людвіг IV. І тільки в 1329 році був укладений Договір в Павії, згідно з яким Пфальц ставав самостійним князівством і передавався Рупрехту I, Рудольфу II і їх племіннику (сину Адольфа) Рупрехту Молодшому.
Рупрехт I в 1353 році успадкував володіння брата — Рудольфа II. Золота Булла 1356 року наділила його правами курфюрста — виборщика імператорів.
В 1386 році Рупрехт заснував Гейдельберзький університет, який став третім за рахунком в Священної Римської імперії.
Рупрехт Пфальцький був одружений двічі: перший раз на графині Єлизаветі Намюрскій, другий раз на Беатрисі Юліх-Бергській. Ні в одному шлюбі дітей не було.
Рупрехту I успадковував його племінник — Рупрехт II.